# Beer (Devon)
Beer ist ein Dorf an der Ärmelkanalküste im Osten der Grafschaft Devon. Es gehört zum District East Devon und hatte im Jahr 2001 1381 Einwohner.

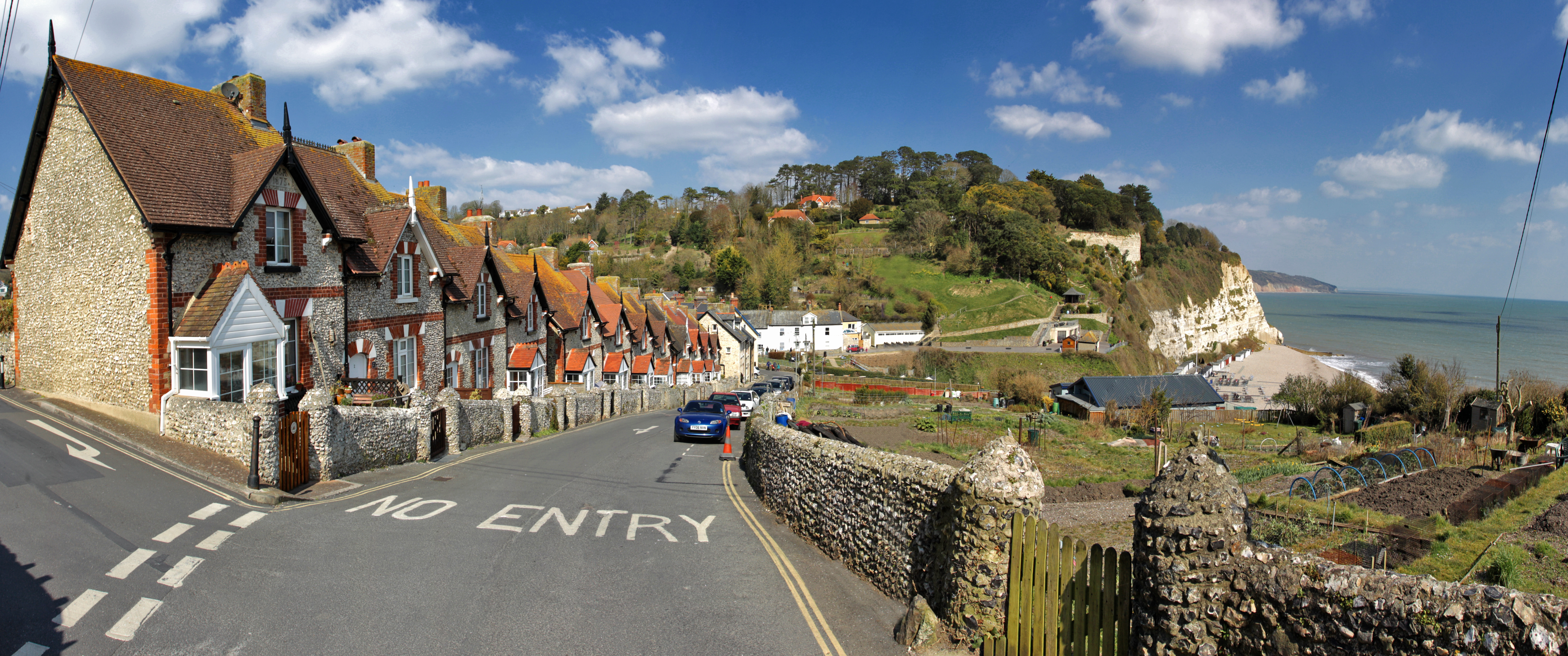

## Lage
Das Dorf Beer befindet sich direkt an der Küste zwischen Exeter und Dorchester. Es liegt circa zwei Kilometer westlich von Seaton, circa 35 Kilometer östlich der Stadt Exeter und 13 Kilometer östlich von Sidmouth.

## Geschichte
Früher lebte die Bevölkerung vom Schmuggel und der Spitzenmacherei. Heute ist die Gegend ein beliebtes Touristenziel.

## Das Dorf
Das Dorf Beer hat einen Kiesstrand und erstreckt sich vom Meer aus die Steilklippen entlang in die Höhe. Man kann im Ort fangfrischen Fisch erwerben und Höhlen im Kalksandstein besichtigen, die dem Dorf vermutlich den Namen gaben.
Der Name „Beer“ geht auf ein altes Wort für „Waldgebiet“ oder auch Höhle (Angelsächsisch bearu = „grove“ / „Höhle“) zurück. Die Höhlen wurden früher von den Schmugglern als Versteck ihrer Beute gebraucht.
Die Südhänge der Klippen wurden vermutlich früher von den Mönchen der Klöster Sherborne und Newham zum Weinanbau benutzt. Der Kalksandstein wurde schon von den Römern in Steinbrüchen als Baumaterial gewonnen. Die weiße Kalksteinküste wechselt hier in die rote Variante über.

## Geologie
Ein 155 Kilometer langer Küstenstreifen mit Klippen entlang der Ärmelkanalküste in Ost Devon und Dorset, der sich von Orcombe Point, bei Exmouth, bis zu Old Harry Rocks, östlich von Studland Bay, erstreckt, wurde als erste Naturlandschaft in England von der UNESCO zum Weltnaturerbe erklärt.
Beer ist ein „Gateway Town“, die Steilküste und der Strand sind Teil der sogenannten Jurassic Coast.
Die Steinschichten entlang der Jurassic Coast sind leicht nach Osten gekippt. Der älteste Teil der Küste wird deswegen im westlichen Bereich gefunden, progressiv jüngeres Gestein bildet die Klippen weiter östlich. Die Naturenthüllungen entlang der Küste offenbaren eine kontinuierliche Folge von im Trias, Jura und der Kreidezeit entstandenen geologischen Strukturen und präsentieren etwa 185 Millionen Jahre der Erdgeschichte.
Die Beer Quarry Caves sind ein künstlich ausgehöhlter Kalksteinkomplex etwa eine Meile westlich des Dorfes und die wichtigste Quelle für Beer-Stein in England. Sie sind das Ergebnis des 2000 Jahre währenden Abbaus von Beer-Stein, der aufgrund seiner Farbe und seiner guten Bearbeitbarkeit besonders für Kathedralen- und Kirchenelemente wie Tür- und Fensterumrandungen verwendet wurde. Der Abbau war im Mittelalter besonders intensiv und dauerte bis in die 1920er Jahre. Ein Stollen zu weiteren Abbaustätten ist vom South West Coast Path östlich von Branscombe aus zu sehen, der im späten 18. Jahrhundert durch einen Erdrutsch freigelegt wurde.